# جيمس غوردون بينيت جونيور
جيمس غوردون بينيت جونيور (بالإنجليزية: James Gordon Bennett Jr.)‏ هو لاعب البولو وصحفي وشخصية أعمال وضابط أمريكي، ولد في 10 مايو 1841 في نيويورك في الولايات المتحدة، وتوفي في 14 مايو 1918 في بيوليو سور مير في فرنسا.

## معرض صور

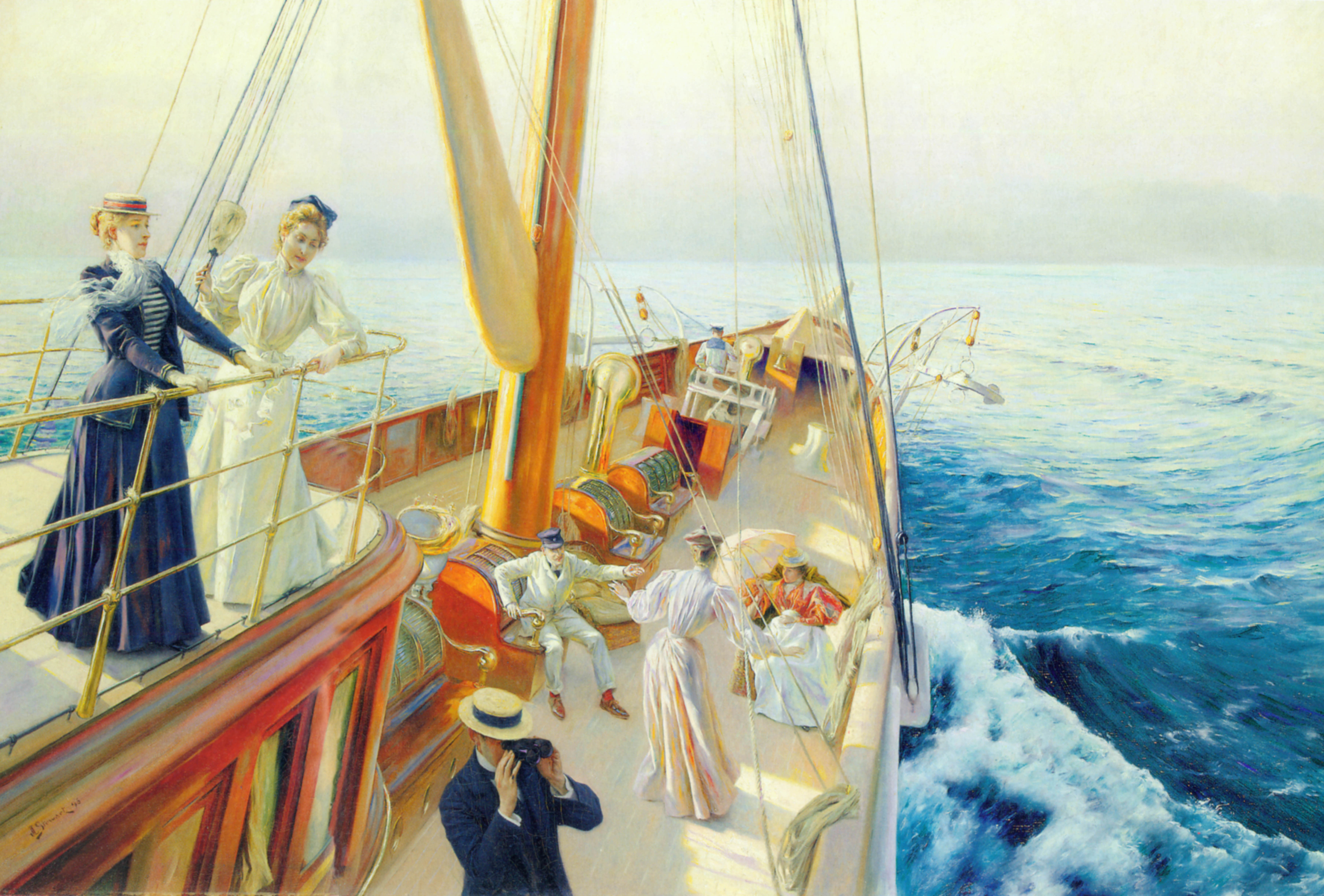
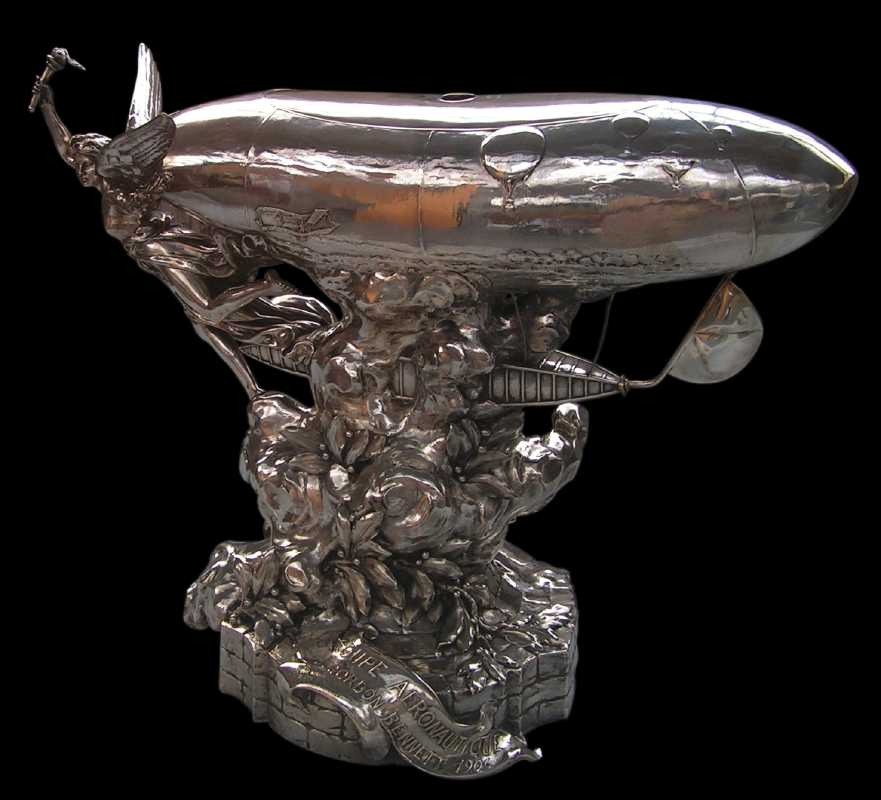
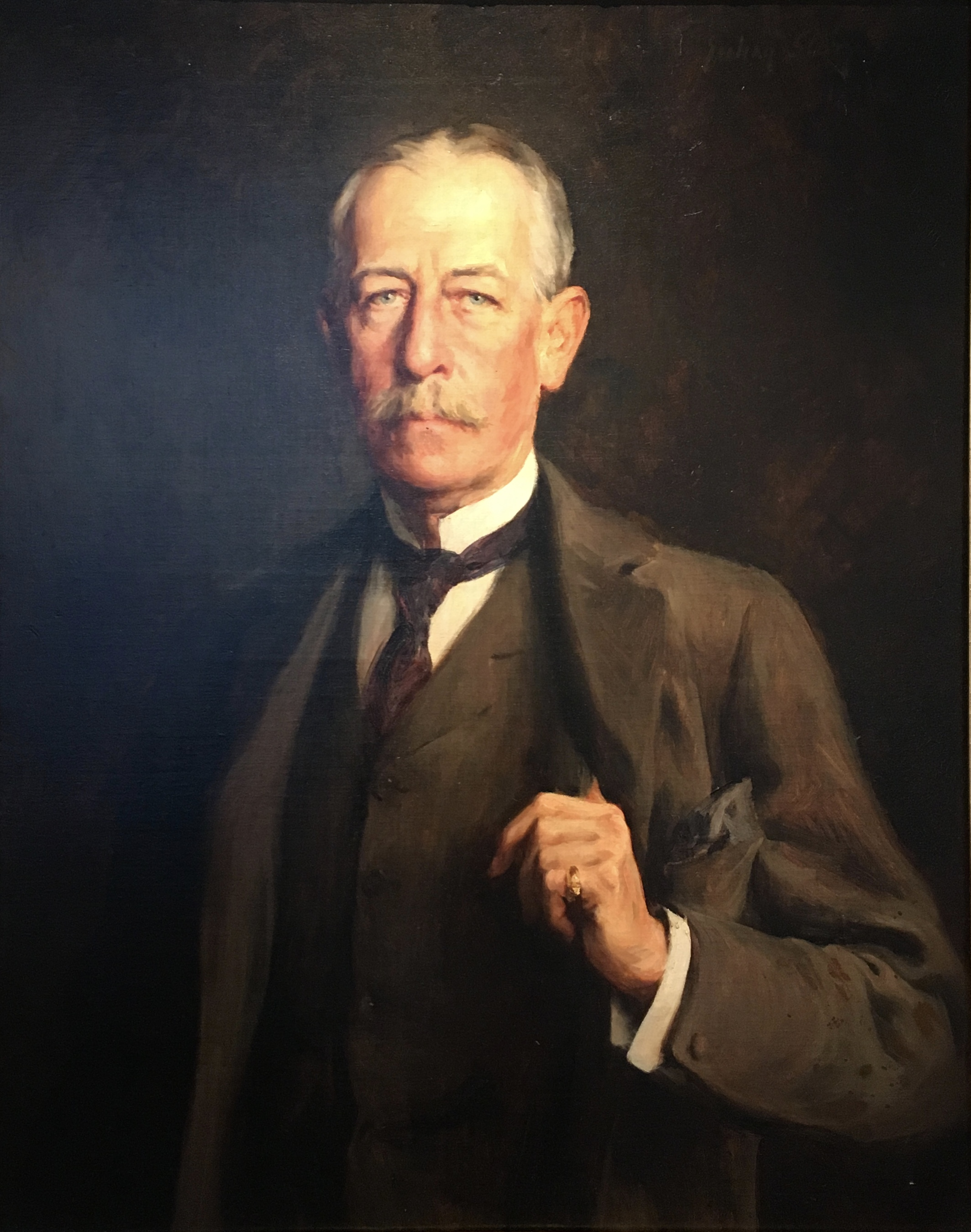
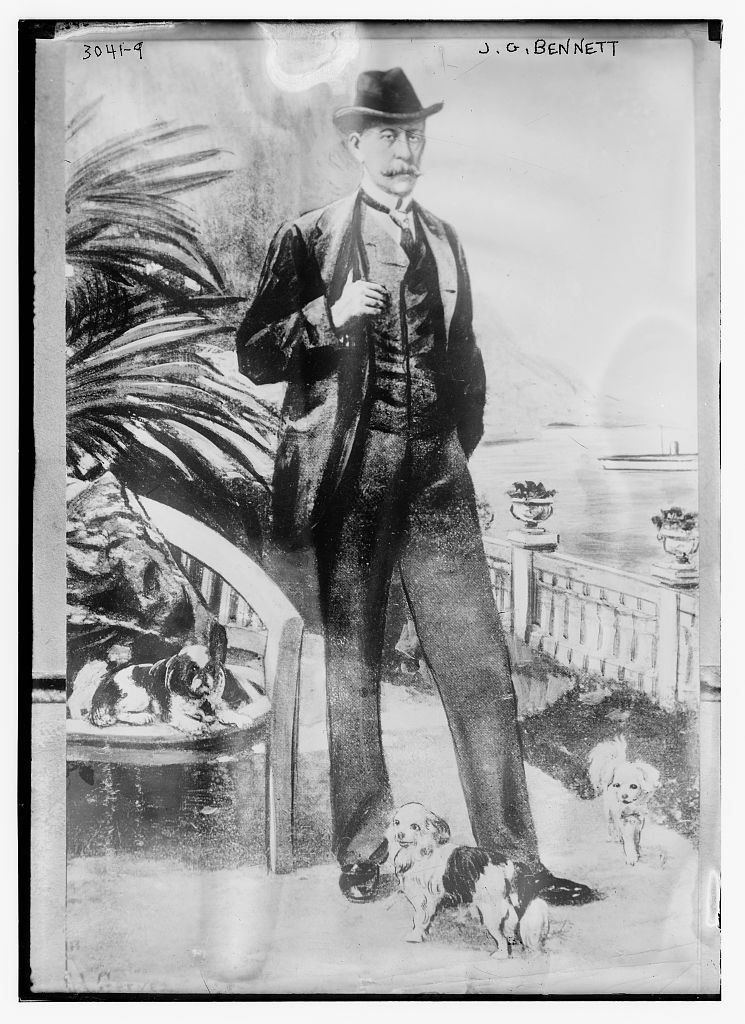
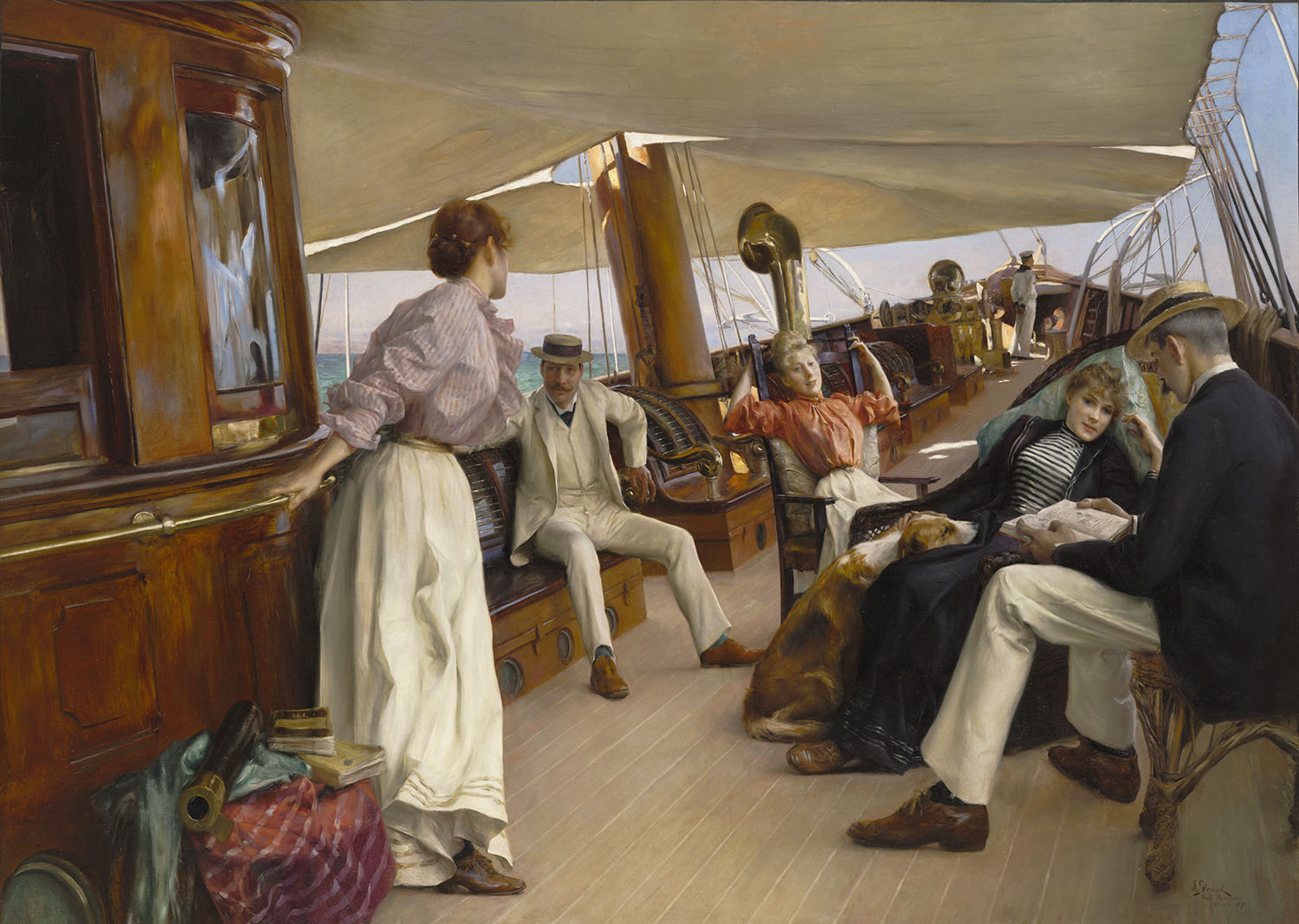

## وصلات خارجية
- جيمس غوردون بينيت جونيور على موقع الموسوعة البريطانية (الإنجليزية)